# 辰巳桜橋

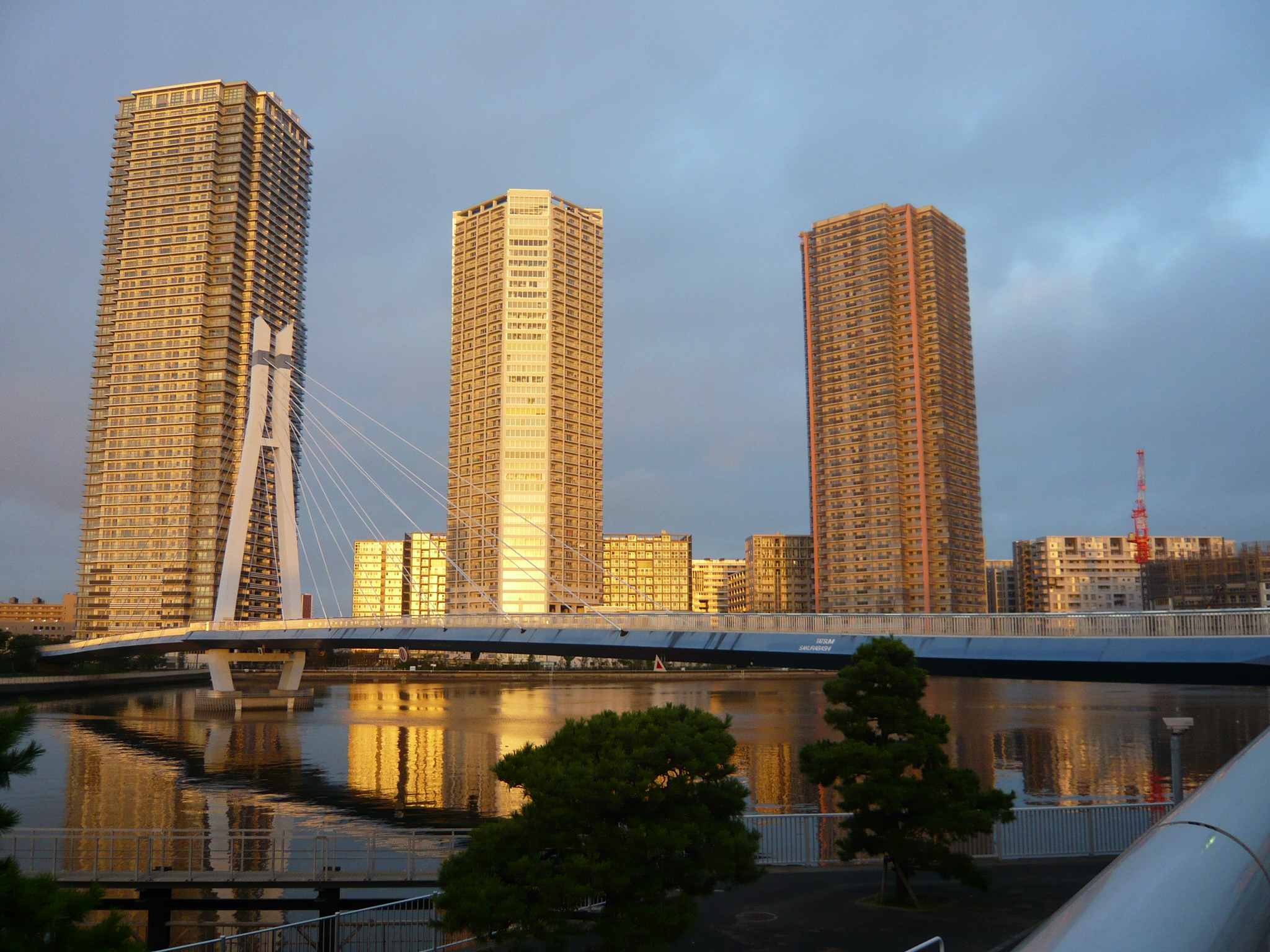
辰巳桜橋と東雲のマンション群

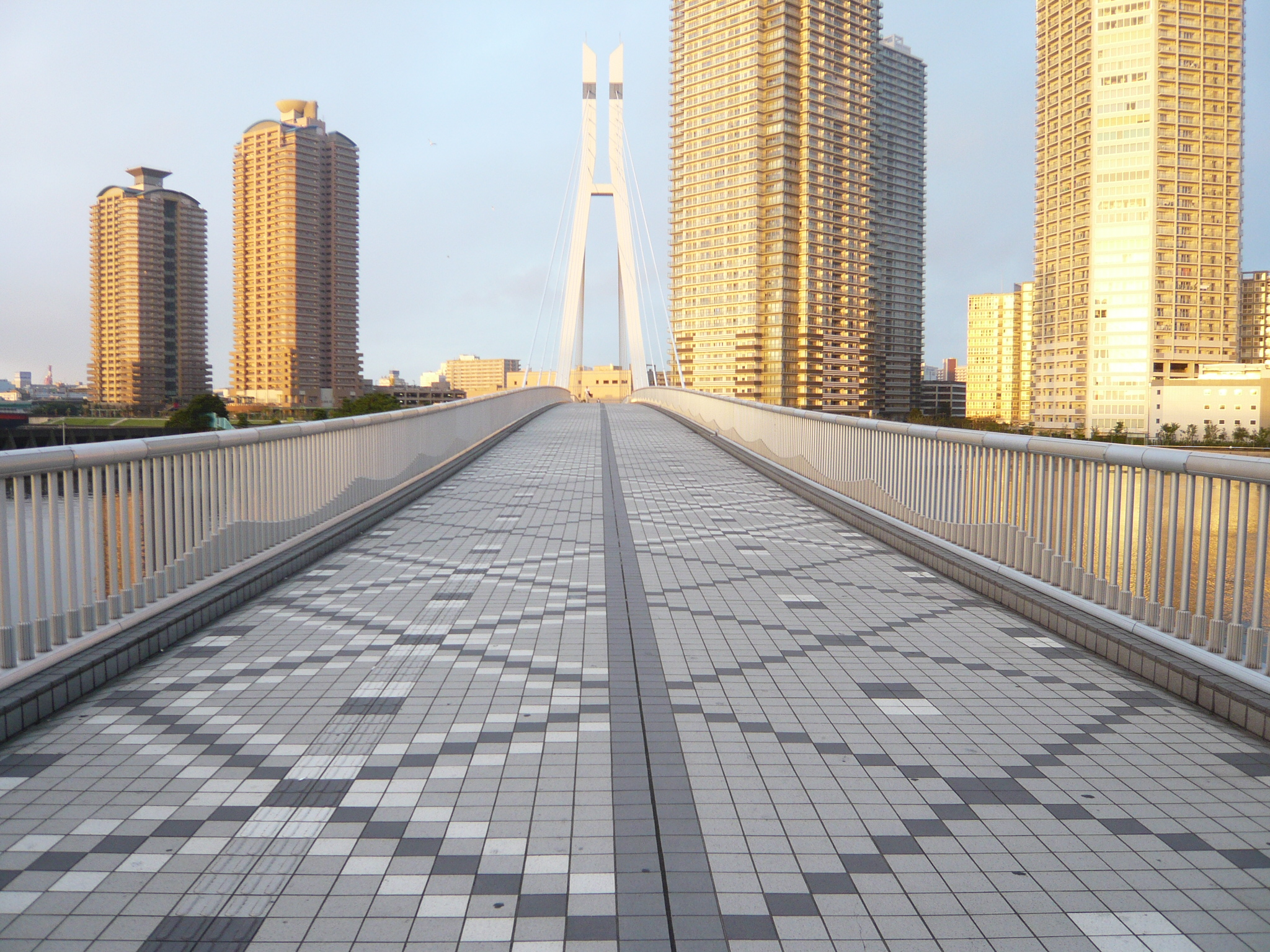
橋上

辰巳桜橋（たつみさくらばし）とは、東京都江東区東雲と辰巳にまたがり、辰巳運河にかかる橋である。

## 概要
歩行者・自転車専用の橋で、辰巳側では直角に曲がっている。
歩行者専用橋にしては規模が大きく、たびたびドラマなどの撮影に使われる。

## 現在の橋の概要
- 構造形式:2径間連続斜張橋
- 橋長:273m
- 幅員:7m
- 竣工:1996年3月

## アクセス
- 東京メトロ有楽町線辰巳駅から徒歩0分（1番出口の目の前）。

## 周辺施設
- 東雲水辺公園
- 辰巳の森緑道公園
- 江東区立辰巳小学校
- 江東区立第二辰巳小学校